# Val Tagliamento
Val Tagliamento (friülès Cjanâl di Soclêf o Peteç) és una de les set valls de la Cjargne, una de les comarques de la província d'Udine (Friül). La vall comená a Forni di Sopra, on neix el Tagliamento, i acaba a Tolmezzo, on rep les aigües del Bût. Els municipis de la vall són:
- Forni di Sopra (For Disore)
- Forni di Sotto (For Disot)
- Ampezzo (Dimpeç)
- Socchieve (Socleif)
- Preone (Preon)
- Enemonzo (Denemonç)
- Villa Santina (Vile di Cjargne)
- Tolmezzo (Tumieç)